# Anne Anastasi
Anne Anastasi (* 19. Dezember 1908 in New York City; † 4. Mai 2001 ebenda) war eine US-amerikanische Psychologin, bekannt für psychologische Tests (Psychometrie). Sie war als Test Guru bekannt.
Anne Anastasi wurde zu Hause erzogen (ein Einfluss ihrer den Haushalt dominierenden sizilianischen Großmutter, die die Familie von adliger Abkunft hielt und ihr Enkelkind für nicht würdig mit den Nachbarskindern umzugehen) und besuchte nach zwei Jahren 1922/23 an der Rhodes Preparatory School in Manhattan mit nur 15 Jahren das Barnard College, wo sie zunächst Mathematik studierte, sich dann aber der Psychologie zuwandte mit einem Bachelor-Abschluss in Psychologie 1928. Sie war eine Schülerin des Psychologen Harry Levi Hollingworth (1880–1957) und ihre Zuwendung zur Psychologie war auch auf die Lektüre eines Artikels von Charles Spearman zurückzuführen. Ein Jahr später (1929) wurde sie an der Columbia University promoviert. Von 1930 bis 1939 war sie Instructor in Psychologie am Barnard College und ab 1939 Assistant Professor am Queens College. 1947 wurde sie Associate Professor und 1951 Professor an der Fordham University. 1979 wurde sie emeritiert und erhielt einen Ehrendoktor der Fordham University.
1946/47 war sie Präsidentin der Eastern Psychological Association. 1987 erhielt sie die National Medal of Science. Von 1965 bis 1967 war sie Präsidentin der American Psychological Foundation, 1972 wurde sie Präsidentin der American Psychological Association.
Die erste Auflage ihres Standardwerks Psychological Testing erschien 1954.
Anastasi definierte Intelligenz 1992 so: Intelligenz ist nicht eine einzige Fähigkeit, sondern ist eher aus verschiedenen Funktionen zusammengesetzt. Es bezeichnet die Kombination von Fähigkeiten die notwendig für das Überleben und den Erfolg in einer bestimmten Kultur sind.
Sie warnte entsprechend zur Vorsicht im Umgang mit Intelligenztests, vor dem Einfluss kultureller Faktoren und Umweltbedingungen (die sich auch die Art des Tests selbst auswirken, mit dem man Intelligenz messen will) und vor testspezifischen Einflüssen. Außerdem schränkte sie die Vorhersagekraft insoweit ein, dass sich die Fähigkeiten der Personen mit der Zeit und den Erfahrungen, die sie machen, ändern können.

## Schriften
- Psychological Testing, 7. Auflage, Macmillan 1996 (Neuauflage mit Susana Urbina)
- Differential Psychology, 4. Auflage, Macmillan 1981
- Psychological testing, in: C.E. Walker (Hrsg.), Handbook of clinical psychology: Theory, research and practice, Homewood, Ill: Dow-Jones Irwin, Band 1, 1983, S. 420–444
- What do intelligence tests measure ?, in: S.B. Anderson, J.S. Hemlick (Hrsg.), On Educational Testing: Intelligence, Performance Standards, Test Anxiety, and Latent Traits, San Francisco: Jossey-Bass 1983, S. 5–28
- Psychological testing: basic concepts and common misconceptions, in: A.M. Rogers, C.J. Sheirer (Hrsg.), G. Stanley Hall Lecture Series 5, Washington, DC: American Psychological Association 1985, S. 87–120
- Intelligence as a quality of behavior. In: R. J Sternberg, D. K. Detterman (Hrsg.) What is intelligence ? Contemporary viewpoints on its nature and definition, Norwood: Ablex 1986, S. 19–21
- Anne Anastasi, in: G. Lindzey (Hrsg.), History of psychology in autobiography, Stanford: Stanford University Press, Band 7, 1989, S. 1–37.